# Nikolauskirche (Beuren)

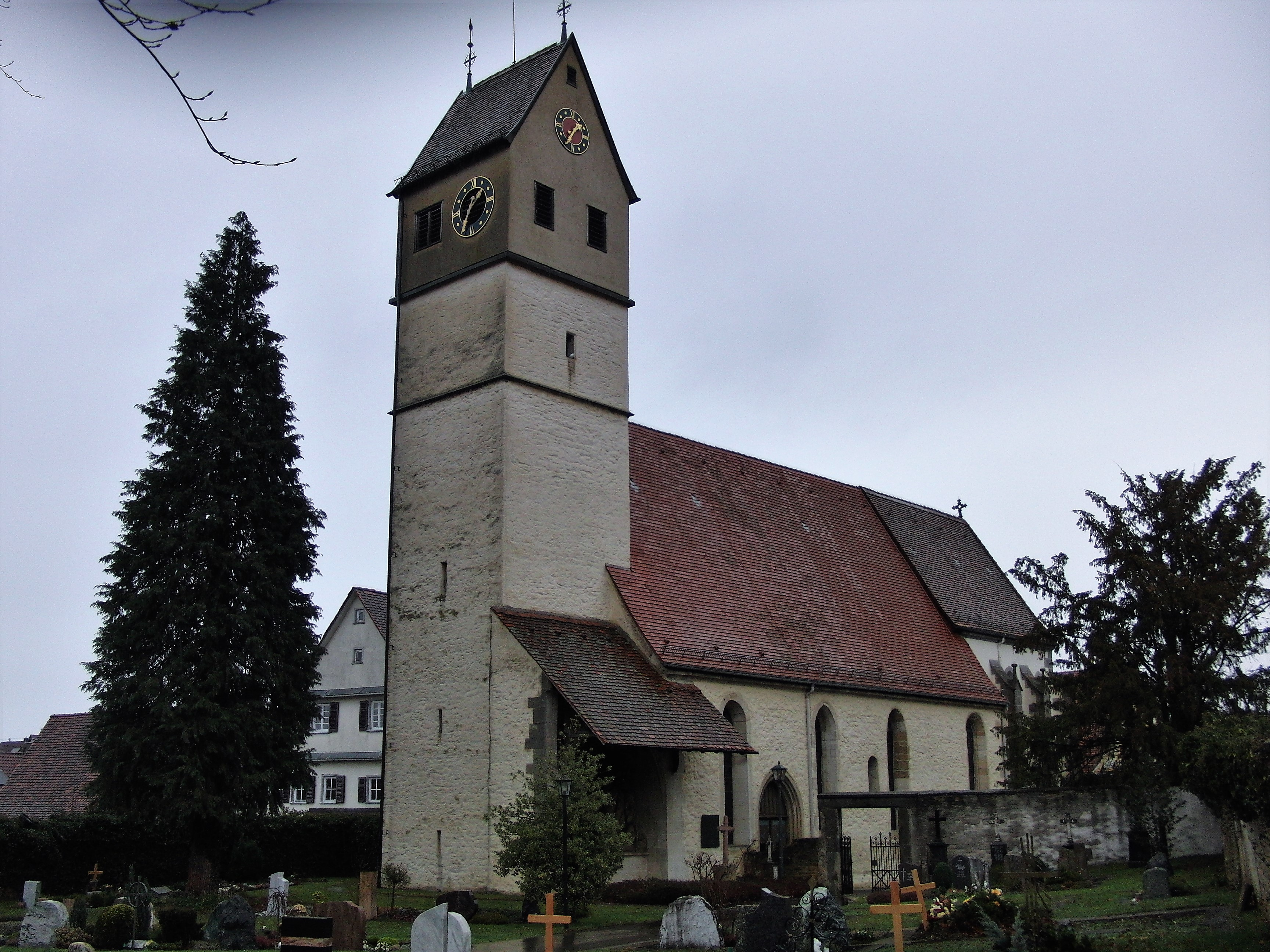
Nikolauskirche in Beuren

Die evangelische Nikolauskirche steht in Beuren, einer Gemeinde im Landkreis Esslingen in Baden-Württemberg. Das Bauwerk ist beim Landesamt für Denkmalpflege Baden-Württemberg als Kulturdenkmal eingetragen. Die Kirchengemeinde gehört zum Kirchenbezirk Nürtingen der Evangelischen Landeskirche in Württemberg.

## Beschreibung

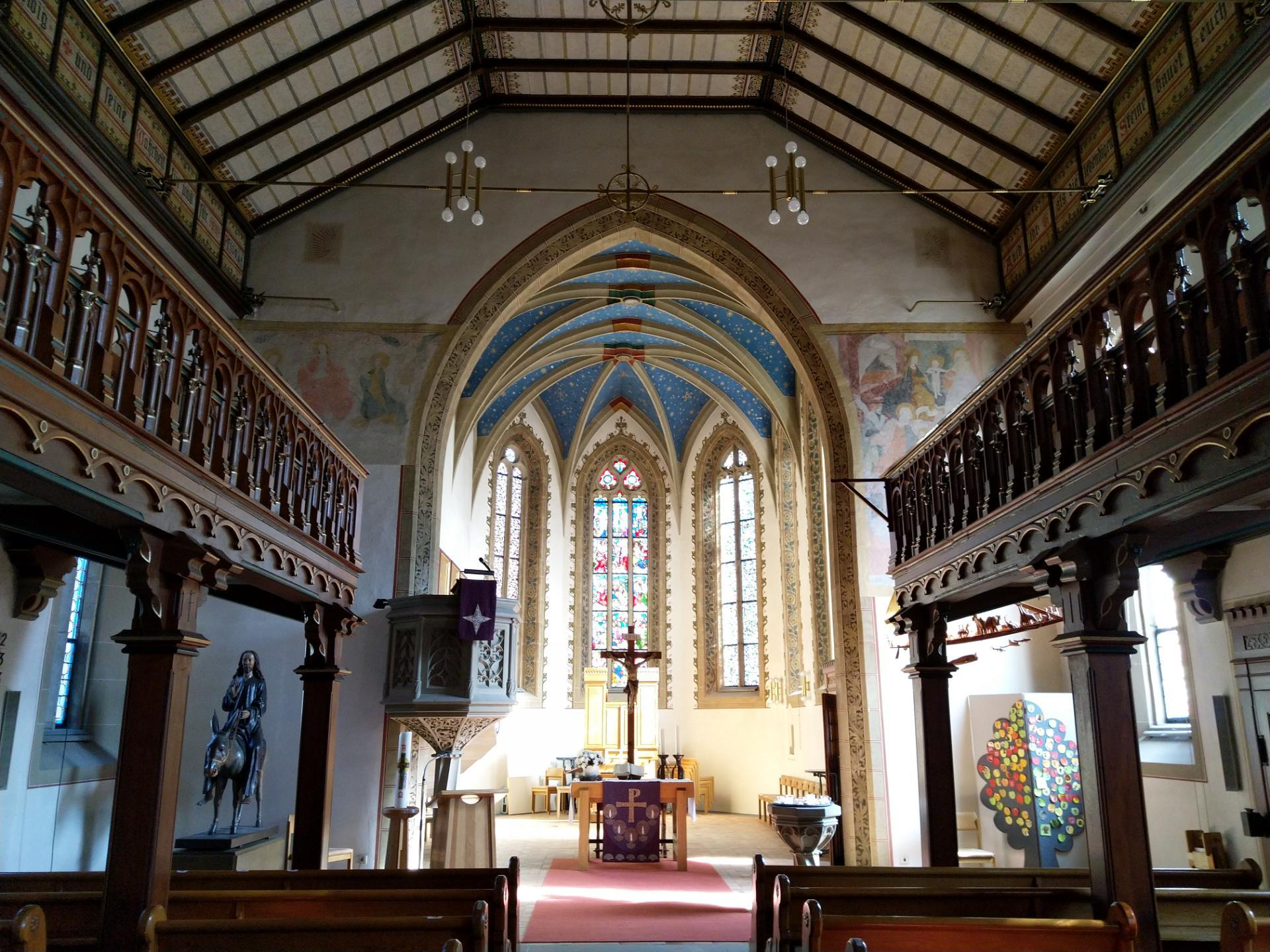
Blick zum Altar

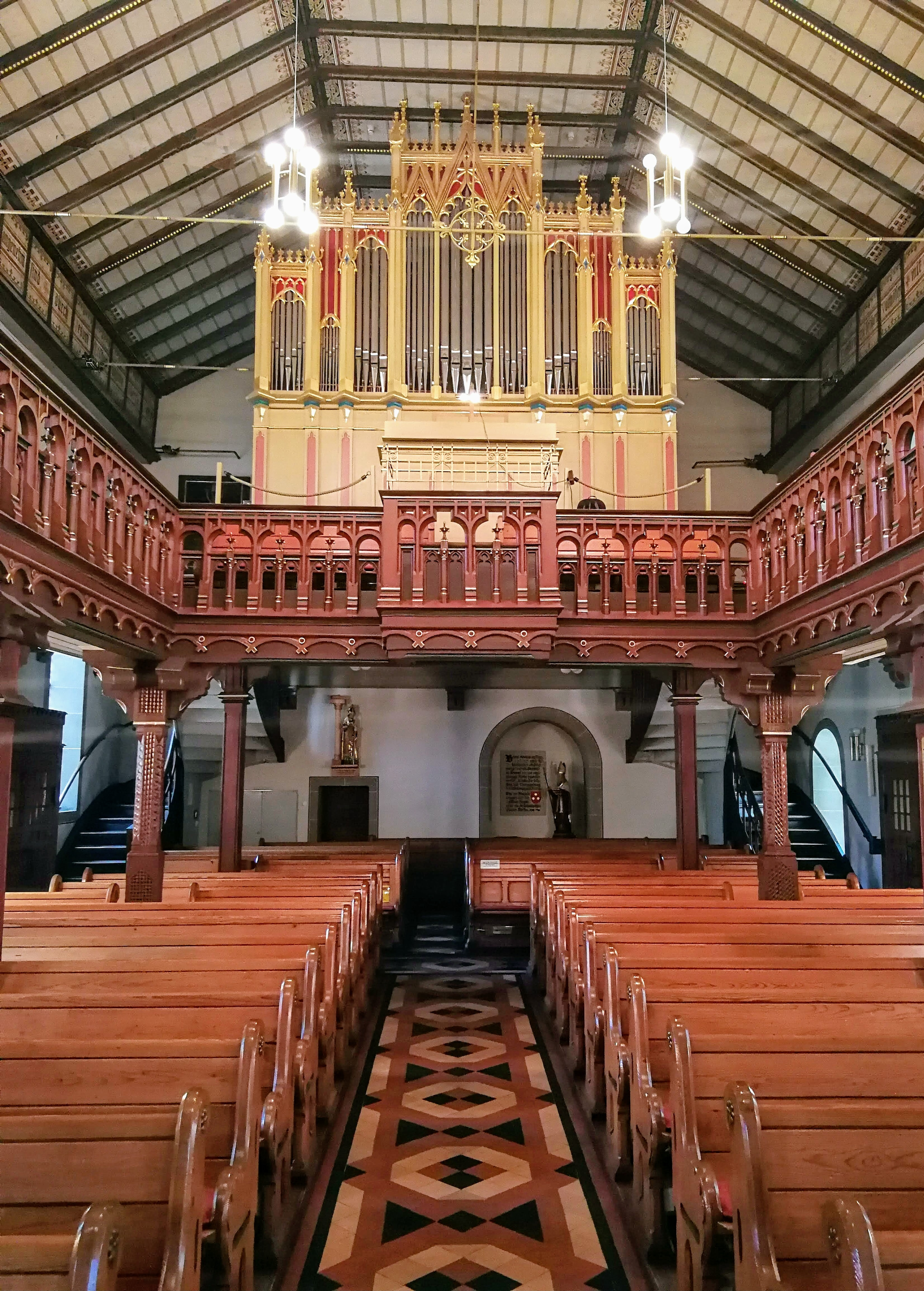
Blick zur Orgel

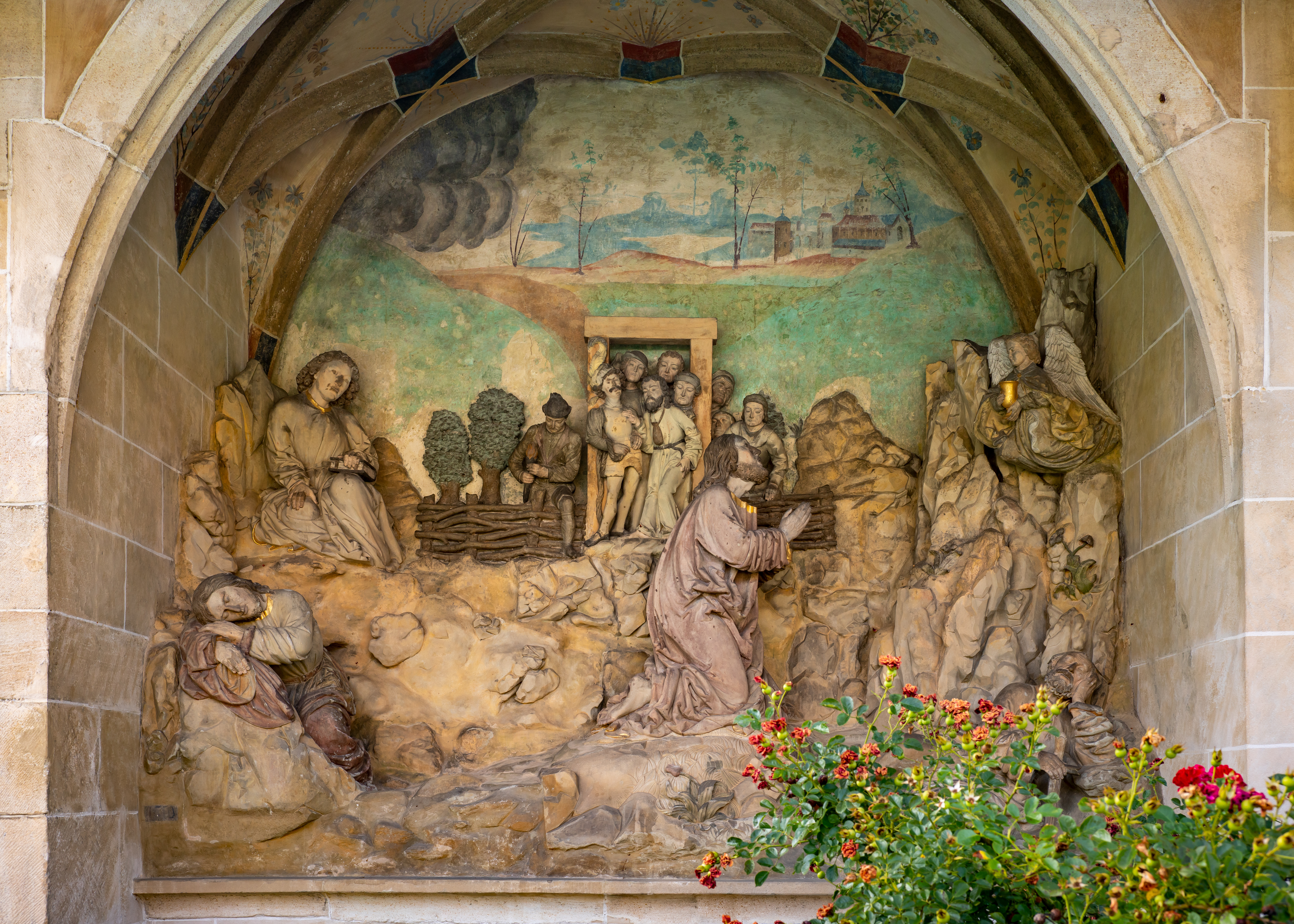
Ölberggruppe

Die Saalkirche besteht aus einem Langhaus, einem eingezogenen Chor mit Fünfachtelschluss im Osten, der von Strebepfeilern gestützt wird, und einem Kirchturm im Westen, dessen untere Geschosse vom romanischen Vorgängerbau stammen. Sie wurde 1904 von Heinrich Dolmetsch umgebaut. Der Innenraum des Langhauses wurde mit Emporen, die zuvor in der Stadtkirche von Bad Cannstatt standen, ausgestattet und mit einer Holzbalkendecke überspannt. Das oberste Geschoss des quer mit einem Satteldach bedeckten Kirchturms beherbergt die Turmuhr und den Glockenstuhl, in dem eine Kirchenglocke von 1430 hängt.
Zur Kirchenausstattung gehört ein spätgotischer Palmesel. 

### Orgel
Die erste Orgel in der Beurener Kirche wurde 1711 durch den Orgelbauer Hartmann aus Nürtingen aufgestellt. Sie wurde 1839 ersetzt durch eine Orgel des Bissinger Orgelbauers Johann Viktor Gruol mit einem neugotischen Prospekt. 1920 wurde die Orgel pneumatisch umgebaut. 1979 wurde die Orgel von der Firma Rensch aus Lauffen restauriert. Es wurden dabei Teile einer Gruol-Orgel aus Reutlingen-Sondelfingen verwendet, die ungefähr das gleiche Alter hatte. Die Rekonstruktion dieser Denkmalorgel aus zwei Orgeln des gleichen Orgelbauers ist einmalig.